# Karl Duch (Fußballspieler)
Karl Duch (* 17. Oktober 1914; † unbekannt) war ein deutscher Fußballspieler. Der Verteidiger im damaligen WM-System gewann mit seinem Verein Hamborn 07 in der Saison 1941/42 die Meisterschaft in der Gauliga Niederrhein. Nach Ende des Zweiten Weltkriegs hat er von 1947 bis 1950 in der Fußball-Oberliga West noch 54 Punktspiele absolviert. 

## Karriere

### Vereine
Duch gehörte von 1935 bis 1950 dem Duisburger Stadtteilverein Sportfreunde Hamborn 07 als Abwehrspieler an und hat bis 1943 Punktspiele in der Gauliga Niederrhein für die schwarz-gelben „Löwen“ bestritten. Am Saisonende 1941/42 gewann er mit seiner Mannschaft die Gaumeisterschaft, die infolgedessen auch an der Endrunde um die Deutsche Meisterschaft teilnahm. Er bestritt die beiden Spiele der Qualifikationsrunde gegen Werder Bremen; nachdem die erste Begegnung am 10. Mai 1942 mit 1:1 n. V. keinen Sieger auf dem heimischen Platz an der Buschstraße gefunden hatte, verlor er mit seiner Mannschaft die zweite Begegnung am 17. Mai 1942 im Bremer Weserstadion mit 1:5. Im Wettbewerb um den 1935 gestifteten Tschammerpokal bestritt er zwei Erstrundenspiele; am 1. September unterlag er mit seiner Mannschaft der SpVgg Herten mit 1:2 und am 20. August 1939 dem Hamburger SV mit 1:3.
Nach dem Ende des Zweiten Weltkrieges und dem Aufleben des Vereinssports, spielte er von 1947 bis 1950 in der Oberliga West, eine von fünf Staffeln der höchsten Spielklasse im deutschen Fußball. Sein erstes von insgesamt 54 Oberligaspielen bestritt er am 14. September 1947 (1. Spieltag) vor 32.000 Zuschauern bei einem 2:2-Unentschieden im Heimspiel gegen den FC Schalke 04. Duch spielte wie gewohnt als Verteidiger und Mittelstürmer Karl Hetzel erzielte die beiden Treffer für die Mannschaft des von Ex-Nationaltorwart Theodor Lohrmann trainierten Gastgebers. Am Rundenende belegte Hamborn den 4. Rang und Duch hatte an der Seite von Mitspielern wie Karl Hetzel (13 Tore), den Gebrüdern Bernd und Max Oles sowie Ernst Rupieta 22 Rundenspiele absolviert. Das Spiel im Viertelfinale um die Britische Zonenmeisterschaft verlor er mit seinen Mannschaftskameraden am 9. Mai 1948 vor 42.000 Zuschauern im Niederrheinstadion in Oberhausen mit 0:1 gegen den Hamburger SV. Der HSV setzte sich am 13. Juni im Endspiel mit einem 6:1 gegen den FC St. Pauli durch.
Seinen letzten Punktspieleinsatz erlebte Duch am 2. April 1950 bei einer 0:2-Auswärtsniederlage bei Alemannia Aachen, als er im Tivoli-Stadion mit Werner Arts das Verteidigerpaar bildete.
Zur Zeit der Gauliga Niederrhein hat er für die Auswahlmannschaft des Niederrhein in den Wettbewerbsspielen um den Reichsbundpokal zwölf Spiele absolviert. In den zwei siegreichen Endspielen 1937 und 1942 kam er aber jeweils nicht zum Einsatz, obwohl er in den vorherigen Spielen mitgewirkt hatte. Oftmals waren sein Vereinskamerad Josef Rodzinski und der Düsseldorfer Fortune Paul Janes in der Auswahl seine Mannschaftskollegen.

## Erfolge
- Gaumeister Niederrhein 1942